# Estrelles de mar amb potes
Les estrelles de mar amb potes o ofiuroïdeus (Ophiuroidea) són una classe d'equinoderms amb similituds amb els individus de la classe asteroïdeus o estrelles de mar. S'alimenten principalment de joves mol·luscs i d'anèl·lids, i de restes orgàniques que troben en els fons marins. Els seus cinc braços són fins, el disc central és més petit i ben individualitzat i no posseeixen anus; el material de rebuig s'elimina per la boca. Els ofiuroïdeus són marins, i tots es desplacen pels fons marins, des del litoral fins a grans profunditats; se n'ha trobat fins a 4.000 metres de fondària. Tenen una distribució global i es poden trobar en tots els mars.

## Morfologia i anatomia

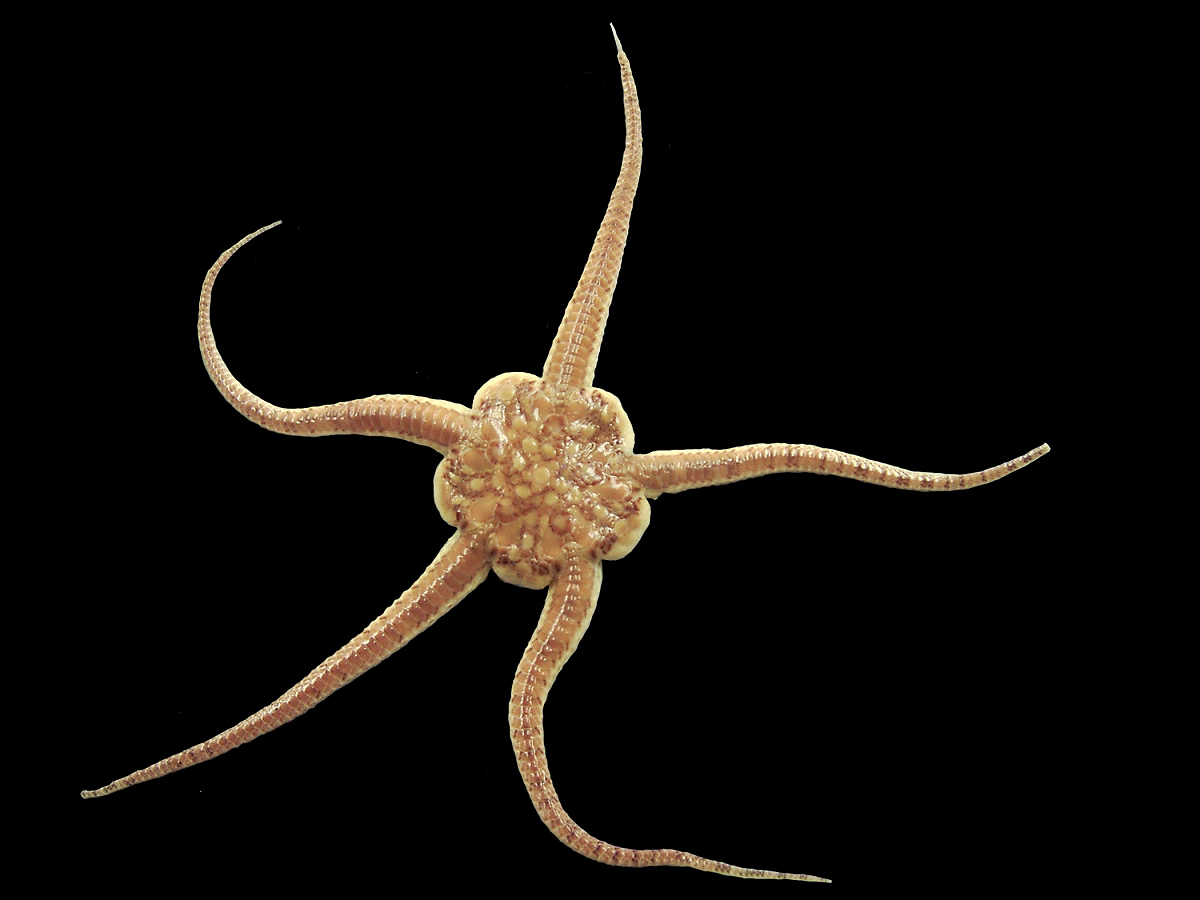
Ophiura ophiura.

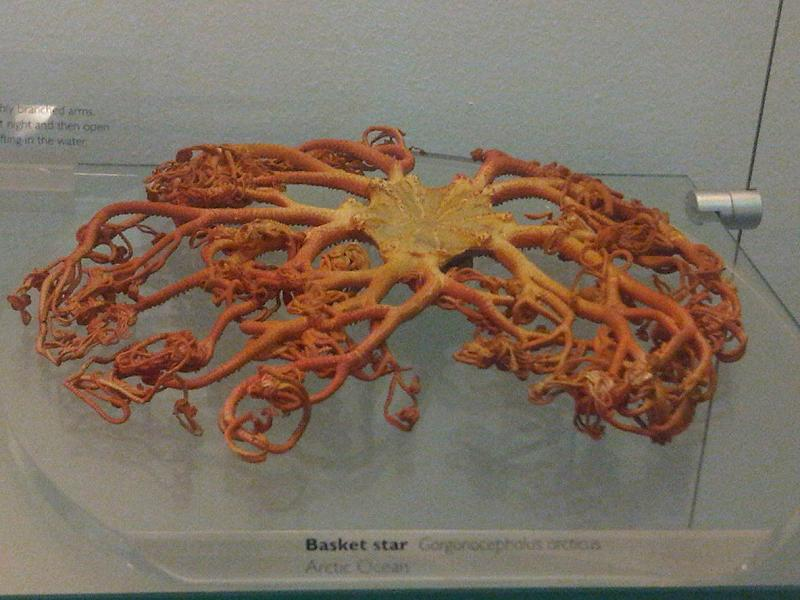
Gorgonocephalus arcticus.

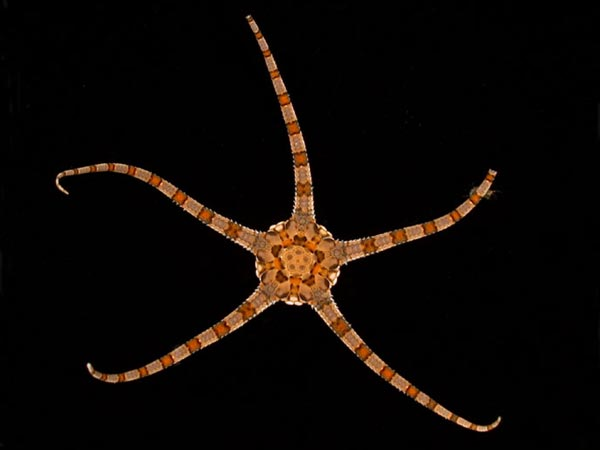
Opheiolepis elegans.

Les estrelles de mar amb potes es caracteritzen per tenir un cos discoïdal aixafat per la cara inferior, del qual surten cinc braços completament independents del cos, cosa que les distingeix clarament dels asteroïdeus. Els braços de les estrelles de mar amb potes són prims, serpentiformes, subcilíndrics, amb una secció rodona; són molt llargs respecte al cos i susceptibles de moviments ondulants i que poden ser ràpids. Aquests braços prims i llargs, que es mouen fent moviments ondulants.
El seu eix està compost d'un gran nombre de petites plaques o discs calcaris, anomenats vèrtebres, que estan articulats entre ells i units per lligaments flexibles i músculs. Estan recoberts de plaques i, sovint, porten espines; estan proveïts de peus rudimentaris, amb pedicel·laris reduïts i sense ventoses i, per tant, no els serveixen per a la locomoció.
Totes les vísceres centrals estan en el cos discoïdal. L'aparell digestiu té una boca en el centre de la cara ventral, un esòfag que condueix a un estómac gruixut en forma de sac lobulat, i manca d'anus. A diferència de les estrelles de mar, no té cap glàndula als braços. Al voltant de l'esòfag es pot observar un collaret nerviós que envia un nervi central a cadascun dels braços. Una xarxa de naus conté un líquid anàleg a l'aigua de mar, amb alguns glòbuls ameboides. Tenen una respiració branquial.
La majoria de les estrelles de mar amb potes responen al tipus que s'acaba de descriure, però existeix un petit grup d'aspecte molt diferent; són els eurialins, un subordre caracteritzat perquè tenen els braços ramificats.

## Reproducció
En general, els sexes són separats, però n'hi ha espècies hermafrodites. Les glàndules genitals s'obren en bosses, en nombre parell, situades a la base de cadascun dels cinc braços. Aquestes deu butxaques poden servir, en certes espècies, per a la incubació dels joves.
Les estrelles de mar amb potes ponen ous que produeixen larves pelàgiques, amb una estructura i una metamorfosi complicades, conegudes com a ofiopluteus. Quan una jove estrella de mar amb potes està prou desenvolupada, la larva va a parar al fons, es disgrega, i posa així en llibertat l'animal.

## Taxonomia
Fins a finals del segle xx, la classificació de les estrelles de mar amb potes es va basar en criteris morfològics de vegades irrellevants. No va ser fins a una gran revisió el 2017 sobre la base de dades genètiques recents per tenir una filogènia moderna d'aquest grup, molt diferent de la clàssica.
La classificació actualitzada de les estrelles de mar amb potes, fins a nivell de subordre, és la següent:
- Subclasse Myophiuroidea Matsumoto, 1915
  - Infraclasse Metophiurida Matsumoto, 1913
    - Superordre Euryophiurida O'Hara, Hugall, Thuy, Stöhr & Martynov, 2017
      - Ordre Euryalida Lamarck, 1816
      - Ordre Ophiurida Müller & Troschel, 1840 sensu O'Hara et al., 2017
        - Subordre Ophiomusina O'Hara et al., 2017
        - Subordre Ophiurina Müller & Troschel, 1840 sensu O'Hara et al., 2017

    - Superordre Ophintegrida O'Hara, Hugall, Thuy, Stöhr & Martynov, 2017
      - Ordre Amphilepidida O'Hara, Hugall, Thuy, Stöhr & Martynov, 2017
        - Subordre Gnathophiurina Matsumoto, 1915
        - Subordre Ophionereidina O'Hara, Hugall, Thuy, Stöhr & Martynov, 2017
        - Subordre Ophiopsilina Matsumoto, 1915

      - Ordre Ophiacanthida O'Hara, Hugall, Thuy, Stöhr & Martynov, 2017
        - Subordre Ophiacanthina O'Hara, Hugall, Thuy, Stöhr & Martynov, 2017
        - Subordre Ophiodermatina Ljungman, 1867

      - Ordre Ophioleucida O'Hara, Hugall, Thuy, Stöhr & Martynov, 2017
      - Ordre Ophioscolecida O'Hara, Hugall, Thuy, Stöhr & Martynov, 2017
- Ophiuroidea incertae sedis